# Síita iszlám
A síita iszlám, arabul as-sía (الشيعة) az iszlám egyik nagyobb vallási kisebbsége, mely ma a muszlimok 10-13%-át egyesíti. A többségi szunniták és köztük közötti legfontosabb különbség a Mohamed próféta utódlását illető nézeteltérés. Ők Mohamed próféta veje-unokatestvére, Ali kalifa utódai – ahogy ők nevezik, „a ház népe”, vagyis ahl al-bajt – számára kiemelt szerepet biztosítanak. Hogy ez milyen természetű, az irányzatonként eltér, de összességében elmondható, hogy kizárólag a 656-tól 661-ig uralkodó Alit ismerik el legitim kalifának, és – szintén irányzattól függően – bizonyos számú fiú utódait tévedhetetlen, isteni tudást birtokló imámoknak tekintik. A síita irányzatok többségében fontos szerep jut az úgynevezett mahdihoz kötődő megváltástannak is.
Az iráni hatások által kezdettől fogva befolyásolt, ám sosem egységes síita mozgalom eleinte alapvetően politikai irányzat volt, amely a főhatalmat Alinak és utódainak kívánta megszerezni, és csak az évszázadok folyamán vált elsősorban vallási jellegűvé. 

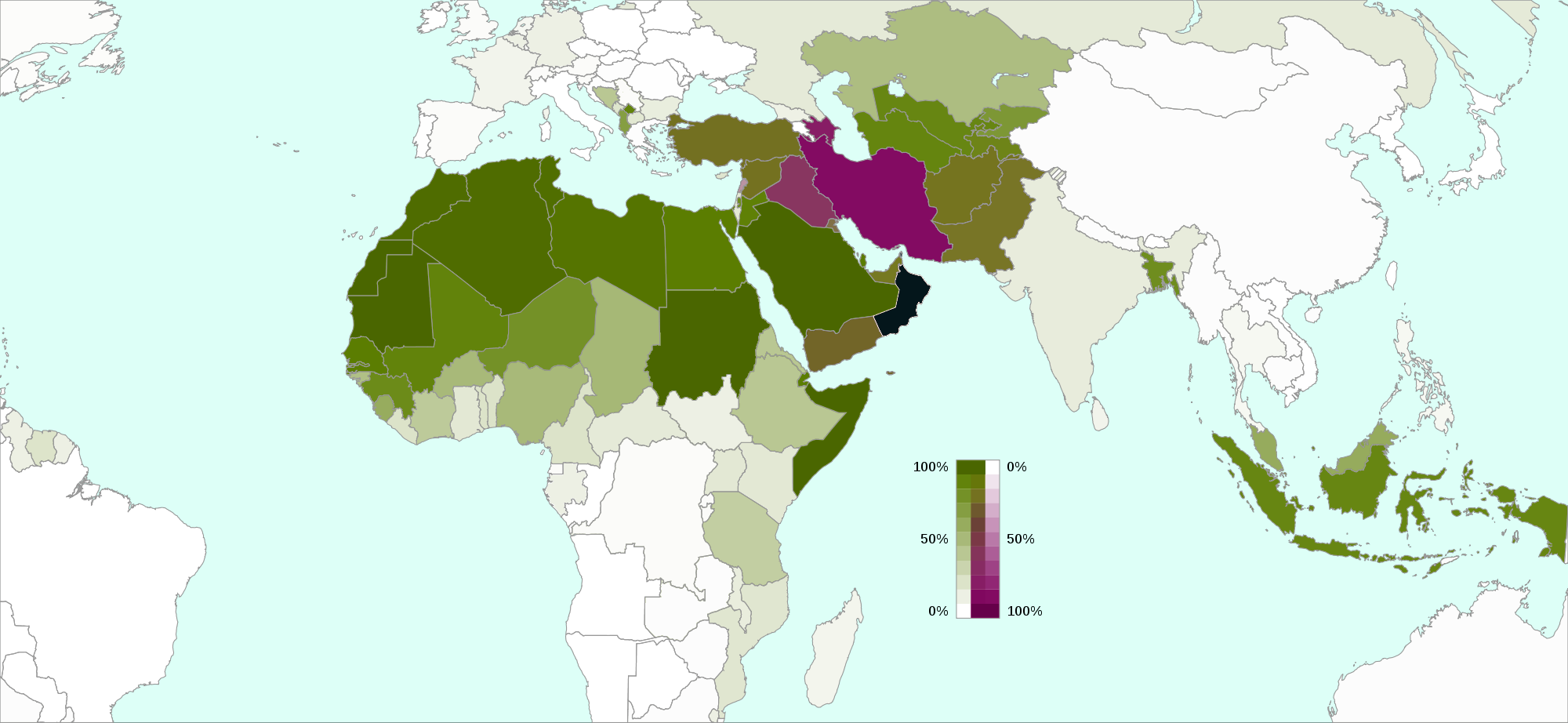
Lilával a síita, zölddel a szunnita, míg sötétkékkel a háridzsita iszlám ibádita irányzatának többsége van jelölve

A legnagyobb csoportot az imámita vagy másképp tizenkettes sía alkotja (a legelterjedtebb Iránban és Azerbajdzsánban), de a történelem folyamán komolyabb jelentőségre tett szert a hetes sía (iszmáilijja) és az ötös sía (zajdijja) is.

## Az elnevezés
Az arab sía szó jelentése „párt”, „követők”, ugyanis a síiták egyik, kezdettől használatos elnevezése az „Ali pártja” (síat Ali) volt. Ebből származik a síita jelentésű síi (شيعي) kifejezés, valamint a „síitaság”, „síizmus” jelentésű tasajju (تشيع). A többségi, szunnita álláspont szellemében író szerzők ugyanakkor a történelem során nem ezt a megnevezést használták (mivel ők is tisztelték Alit, ha nem is transzcendens tudással bíró imámként), helyette az „elutasító” (ráfid – رافض) vagy akár „eretnek” (mulhid - ملحد) jelentésű jelzőket alkalmazták az irányzat követőire.

## Története

### Ali és a mozgalom gyökerei

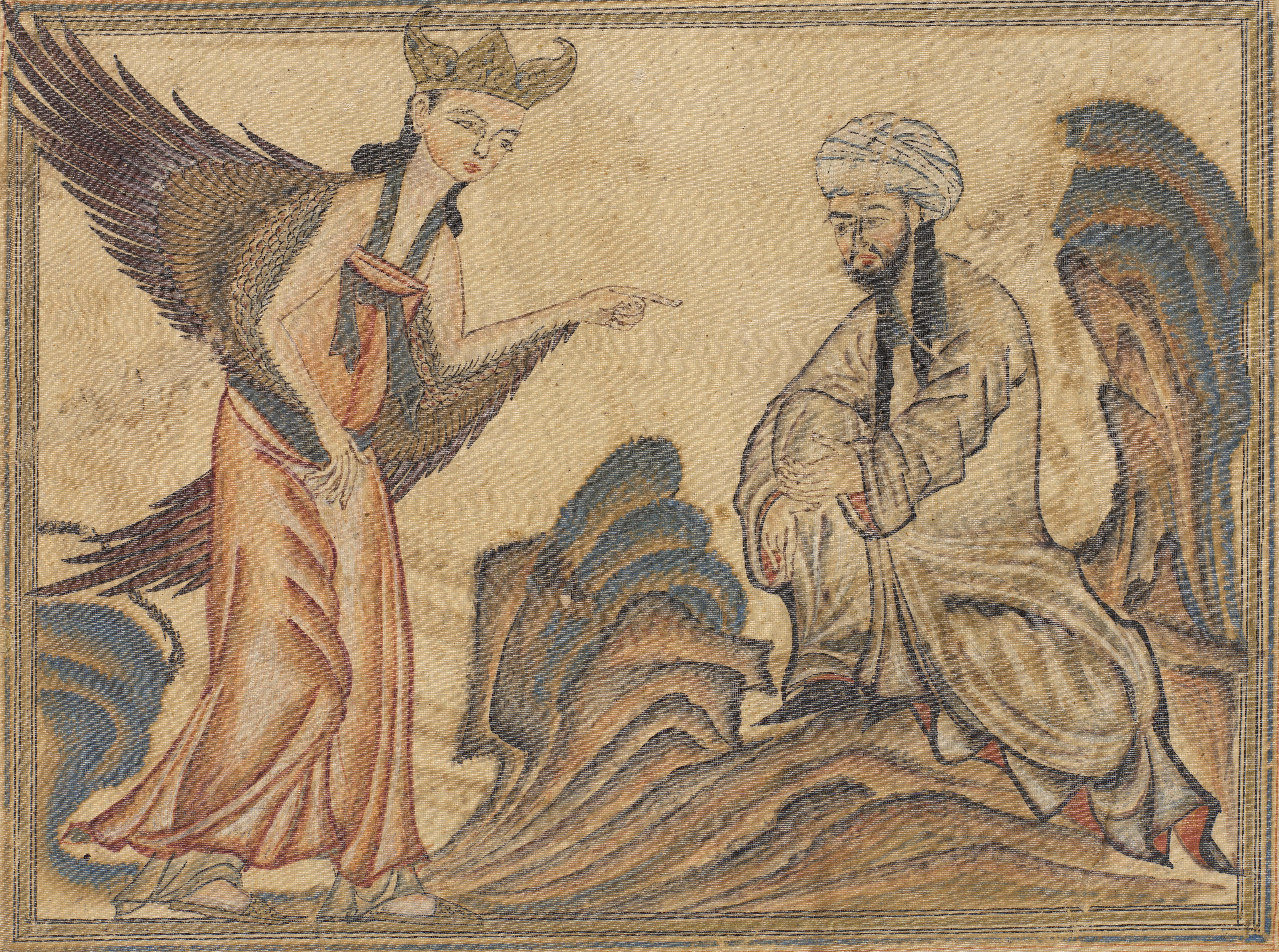
Mohamed próféta álmában megjelenik Gábriel arkangyal és megbízza, hogy legyen népének prófétája, arab miniatúra, 1307

Az iszlám történetének első nagy szakadása nem sokkal az iszlám megjelenése és Arab-félszigetet egyesítő diadala után következett be. Mohamed próféta 632-es halálakor nem rendelkezett arról, hogy ki vezesse muszlim közösséget (umma), ami így a szétesés szélére került. A muszlim közösség azonban gyors döntést hozva megválasztották maguk közül a „helyettesét” (halífa, azaz kalifa), egyik legrégebbi híve és legjobb barátja, Abu Bakr személyében. A síita források szerint ekkor a kétségkívül kegyes életet élő, de még viszonylag fiatal és tapasztalatlan Alit illette volna a közösség vezetésének joga, és állítják, hogy Ali Mohamed egyértelműen kinevezett (vaszí) utódja volt. (Az egyértelmű kijelölésnek később rendkívüli fontossága volt a különféle irányzatok imámjainak öröklésénél.) A szunnita forrásanyag kimutatható ellenállásról csak a harmadik kalifa, Oszmán (644–656) idejéből tud: I. Omár rendelkezése szerint egy társak közül választott döntőbíróságra hárult az új kalifa megválasztása, és Oszmán mellett az immár érett korú, érdemdús Ali volt a nagy esélyes. Ali ezt követően afféle passzív rezisztenciába vonult, és – ha bizonyíthatóan nem is támogatta a kalifa elleni lázongást – kapva kapott az alkalmon, amikor 656-ban a járadékaikkal elégedetlen egyiptomi katonák meggyilkolták Oszmánt.
Ali a társadalmi elégedetlenség egyik központjába, Irakba tette át székhelyét Medinából. Kúfa nemrég alapított városa, illetve a szintén nemrég létrehozott baszrai helyőrség a későbbiekben is a síita mozgalom központjául szolgált, és számos kultikus hely fekszik Mezopotámia területén mind a mai napig. A meggyilkolt Oszmán a befolyásos omajjád család sarja volt. Távoli rokona, Muávija szíriai helytartó halálhírére nem volt hajlandó felesküdni Alira, míg az igazságot nem szolgáltat. A kalifa nem így cselekedett, hanem haddal indult Damaszkusz ellen: kitört az első fitna. A 657-es sziffíni csata azonban Muávija ravaszságának hála döntetlenül végződött, és súlyosan megtépázta Ali tekintélyét. Míg a háttérben tárgyalások folytak, Ali az őt túl enyhe fellépése miatt elmarasztaló hívei (a később külön szektává váló háridzsiták) ellen vonult, miáltal még több hívét idegenítette el magától. A továbbiakban már ütközetre sem került sor: Alinak nem maradt elég ereje a támadásra. 661-ben egy hajdani híve a kúfai mecsetben gyilkolta meg, nyughelye fölé épült később Nedzsef városa.

### Haszan és Huszajn
Alinak két fia született Fátimától, Mohamed lányától: al-Haszan és al-Huszajn. A kúfai muszlimok Haszannak esküdtek hűséget, de saját táborának zúgolódása és Muávija nyomása hatására ez utóbbi javára lemondott követeléséről. Ettől kezdve élete végéig Medinában élt visszavonultan, a híradások szerint több száz felesége és ágyasa társaságában az omajjád medinai emír, Marván ibn al-Hakam felügyelete alatt. 669-ben halt meg, egyes síita források szerint megmérgezték. Halálát követően jóval agilisabb öccse, Huszajn lett a család feje, így a harmadik síita imám.

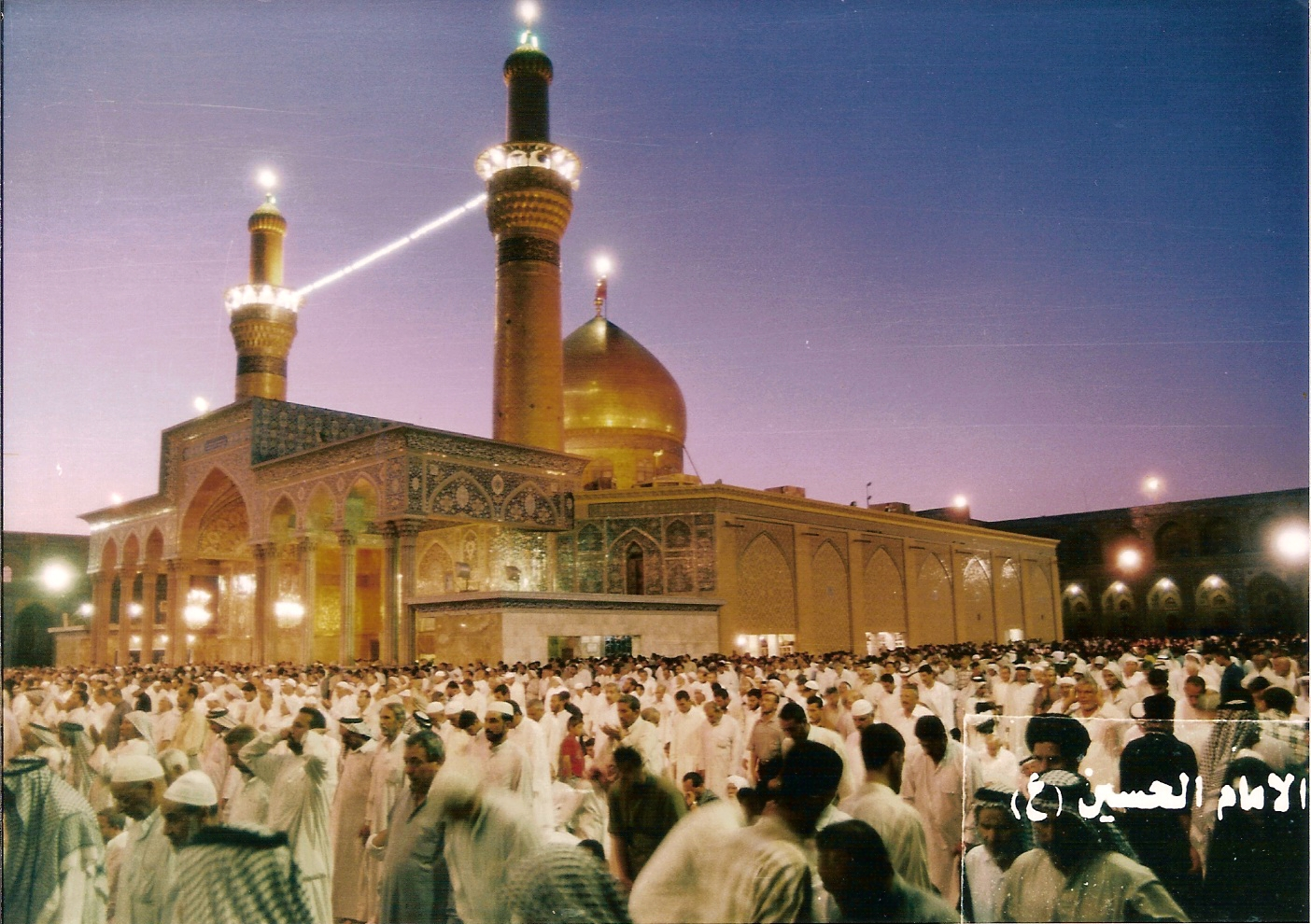
A kerbelai Huszajn Imám-szentély szent helye a síitáknak

Amikor 680-ban meghalt Muávija, az elsősorban iraki városokban (Baszra, Kúfa) tömörülő Ali-pártiak üzenetet küldtek a hidzsázi visszavonultságban élő Huszajnnak, miszerint készek támogatni igényét a trónra. Huszajn, aki addig sem ismerte el Muávija fiát, Jazídot kalifának, népes családjával és kis kísérettel elindult, miután kémeivel ellenőrizte a kúfai helyzetet. Az Omajjádokhoz hű iraki kormányzó tőrbe csalta, és az Eufrátesz partján, Kerbela közelében lemészároltatta csapatát (október 10. a keresztény naptár szerint, az iszlám holdnaptár alapján muharram 10.). Huszajn fejét Damaszkuszba küldték, ahol Jazíd eltemette. (A fej utóbb állítólag Kairóba repült.) Haszan, illetve elsősorban Huszajn halálára, a kerbelai tragédiára a síiták a keresztény középkori misztériumjátékokhoz hasonló szertartásokkal emlékeznek. A Kerbela emlékét felidéző ünnepségeken (ásúrá) a keresztény flagellánsokhoz hasonló, önostorozó, sőt önmagukat karddal, késekkel vagdaló szerzetesek is részt vesznek olykor.

### A vallássá válás útján
A kerbelai csata igen jelentős lépés volt a sía politikaiból vallási mozgalommá válásának folyamatában, mert két fontos tényezőt teremtett meg hozzá: a később rendkívül gazdaggá váló mártírkultuszt és a hívek önmarcangoló bűnbánatát. Az első bűnbánók, az ún. tavvábok alapvetően azért vádolták magukat, mert féltek segítséget nyújtani Huszajnnak és kis csapatának, pedig a közeli Kúfából megtehették volna. Muharram 10-én tartják a síiták az ásúrá elnevezésű emléknapot, ilyenkor gyakoriak az eseményeket felelevenítő misztériumjátékok (taazija), illetve sokan nyilvános önkínzást folytatnak.
A háttérbe szorult síiták eszmeisége korán kapcsolódott a hódítások következtében frissen iszlamizált, de adóügyi okokból – az iszlám alapelveinek ellentmondva – még mindig alsóbbrendűként kezelt ún. maválí-réteg elégedetlenségéhez. Jazíd 683-as halálát követően tört ki a II. fitna, melyhez kapcsolódóan 685-ben Kúfa központtal minden korábbinál jelentősebb síita felkelés robbant ki al-Muhtár, Ali imám hajdani szolgája vezetésével. Mezopotámia nagy részét az évek folyamán mindinkább független, a maválíra támaszkodó ideológiát kialakító Muhtár vezette felkelők kerítették hatalmukba, akik elméletileg Ali egy nem Fátimától származó fia, Muhammad ibn al-Hanafijja nevében léptek fel, noha az lemondott hatalmi igényeiről. Abd al-Malik kalifa óriási szerencséjére ellenfelei, Abdalláh ibn az-Zubajr ellenkalifa, a háridzsiták és síiták nem akartak egységesen fellépni ellene. A szerencsés körülményt a kalifa nem habozott kihasználni: Muhtárt és furkósbotokkal hadakozó fanatikusait, a kajszánitákat 687-ben Muszab ibn az-Zubajr, Baszra kormányzója, Abdalláh ellenkalifa fivére verte le. Ezt a nagy kudarcot követően a síita mozgalom konspiratív szakaszba lépett, és sokáig nem hallatott magáról.

### Zajd felkelése
A csendet csak 740-ben törte meg Zajd, Ali Zajn al-Ábidín imám fia, al-Huszajn unokája, amikor Kúfában és a város környékén élő beduinok körében kezdett szervezkedni, hogy átvegye családja számára a hatalmat. Hisám kalifa kormányzója azonban értesült a konspirációról, és az ominózus napon a hívekre zárta a mecsetajtót. Zajd így helyi támogatás nélkül volt kénytelen szembe szállni a hatalommal, hiába. Hisám később keresztre feszítette és elégettette Zajd holttestét, amiért az Omajjádok bukásakor az övével is hasonló módon jártak el.
A tizenkettes síiták Zajdot pusztán mártírnak tekintik, mivel szerintük fivére, Muhammad al-Bákir volt valójában az ötödik imám. A síán belül azonban hamarosan kialakult egy mérsékelt, ún. zajdita szekta, ami Zajdot tekinti az ötödik imámnak. Az ötös síiták központja eleinte Tabarisztán volt a Kaszpi-tenger déli partvidékén, majd 9. század legvégén elfoglalták a sokáig semmilyen külső hatalomtól sem háborított Jement, és imámjaik az Oszmán Birodalom támadásai ellenére a 20. század közepéig irányították a területet. Nézeteik szerint az imám nem örökli, hanem tanulás és tapasztalatok útján szerzi meg a közösség vezetéséhez szükséges képességeket, erényt és tudást, azaz az Alidák legrátermettebbike érdemli ki az imámságot. (Jól mutatja ezt, hogy bár maga Zajd és néhány évvel később elesett fia Huszajntól származik, mind a tabarisztáni, mind a jemeni zajdita imámok Haszan utódai közül kerültek ki.)

### Azabbászidahatalomátvétel
Az első időkben nem minden, Mohamed rokonainak vezető szerepet biztosítani kívánó mozgalom sorakozott fel egyértelműen Ali és utódai mögé – azon túlmenően is, hogy Haszan és Huszajn utódainak hívei között is ellentétek feszültek. Ali testvérének, Dzsaafar leszármazottainak is jelentős támogatói bázisa volt, de a próféta és Ali nagybátyja, al-Abbász családja is komoly megbecsültségnek örvendett. Az Abbászidák a 8. század első harmada táján kezdtek agitációba az Omajjádok ellen. A síiták nagy részét is rávették, hogy csatlakozzanak hozzájuk. Ők maguk eredetileg Muhammad ibn al-Hanafijja fia, Abú Hásim Abdalláh trónigényét támogatták, aki halála előtt al-Abbász dédunokáját, Muhammad ibn Alít ismerte el az ahl al-bajt vezetőjének és legitim trónörökösnek. Muhammad halála után fia, Ibráhím, majd öccse, Abdalláh asz-Szaffáh vezette a mozgalmat, melyet Kúfából szervezett a tehetséges Abú Szaláma, és a horászáni Mervből irányított Abú Muszlim.
A síiták egy jelentős része azonban nem az Abbászidákat támogatta, hanem al-Haszan Abdalláh nevű fiának gyermekét, az an-Nafsz az-Zakijja (a „tiszta lélek”) névvel illetett Muhammadot. Számukra, bár támogatták az Omajjádok megbuktatását, keserves csalódást jelentett, amikor 750-ben az Abbászidák szerezték meg a kalifátust a ház népe nevében. Az Abbászidák ráadásul hamarosan végeztek Abú Szalámával és Abú Muszlimmal, akik továbbra is túlzott befolyással rendelkeztek, és el is költöztek Kúfából (először al-Hásimijja városába, majd a szintén újonnan épített Bagdadba). Az elégedetlenség csúcspontja az volt, amikor Muhammad an-Nafsz az-Zakijja a második abbászida uralkodó, Al-Manszúr kalifa ellen Medina központtal 762-ben lázadást indított, amit az – fivére iraki lázadásával együtt – véresen levert. Ezzel a síiták jelentős része elpártolt a kalifátustól. (Érdemes megjegyezni, hogy az ún. abbászida sía egyik vadhajtását, a rávandijja nevű mozgalmat, amely az új kalifákat istenítette, korábban szintén al-Manszúr verte le.)

### Felügyelet alatt
A következő időszakban a síiták többsége az üldözés elől jobbnak látta békés elvonultságba menekülni. A kötelező óvatosság (takijja) eszméjének kialakításában kulcsszerepe volt a tizenkettesek hatodik imámjának, Dzsaafar asz-Szádiknak, a 743-ban feltehetően Hisám kalifa parancsára megmérgezett Muhammad al-Bákir inkább tudós, mintsem politikus fiának. Bár kisebb szélsőséges síita csoportok olykor lázongtak – így 786-ban a leverése helyéről Száhib Fahhnak nevezett haszanida Mekka környékén –, a többségi irányzat nemhogy aktív politikát folytatott volna, de még a hívek jó része előtt is titokban tartotta a vezetők ki- és hollétét, ha tehette. Ennek ellenére a kalifák tisztában voltak vele, hogy hatalmukra nézve potenciális veszélyforrást jelentenek Ali utódai, így igyekeztek felügyelni őket. Dzsaafart 765-ös haláláig – amit a hívek közül sokan mérgezésnek tulajdonítanak – több alkalommal zárták börtönbe. Fia, a hetedik imám, Múszá l-Kázim 799-ben Hárún ar-Rasíd börtönében hunyt el.
Hárún ar-Rasíd fia, al-Mamún változtatott ezen a politikán. Míg fivére, a kalifátust öröklő al-Amín ellen harcolt, magához vette Múszá l-Kázim fiát, Alí ar-Ridát, akit örökösévé nevezett ki, és egyéb gesztusokat is tett (pl. az Abbászidák fekete lobogóját a síiták zöld színére cserélte), hogy ezzel megszerezze a sía támogatását. Alí imám azonban nem élte túl a kalifát: alighogy Mamún hatalma konszolidálódott, 819-ben meghalt Túszban – a síita hagyomány szerint maga Mamún mérgeztette meg. A következő imám, Muhammad al-Dzsavád ekkor még kisgyermek volt, de a kalifa magához vette, és egy lányát adta hozzá feleségül. 835-ben hunyt el, a hagyomány szerint felesége mérgezte meg az új kalifa, al-Mutaszim parancsára. Az ő fia, Alí al-Hádí szintén kisgyermekként örökölte meg az imámátust, és húszéves korában, 848-ban Szamarrában helyezték házi őrizetbe fiával, al-Haszan al-Aszkaríval együtt. Ali 868-ban, Haszan pedig, aki így egész imámsága alatt fogságban volt, 874-ben hunyt el házi őrizetben.
A tizenkettes sía szerint az utolsó imám Muhammad al-Mahdí, al-Aszkarí kisfia, akit titokban tartottak az Abbászidák előtt, de apja halála után gyermekként eltűnt. Ezt követi a rejtőzés (gajba) időszaka. Az ún. „kis rejtőzés” (al-gajbat asz-szugrá) 939-ig tartott, eközben Muhammad négy képviselőjén keresztül tartotta a kapcsolatot a külvilággal. Az utolsó képviselő halálával kezdődött a síiták szerint mindmáig tartó „nagy rejtőzés” (al-gajbat al-kubrá), melynek során Isten magához vette Muhammad imámot, aki felkészül, hogy megváltóként (mahdí) visszatérjen valamikor a jövőben, és visszatérve megvalósítsa Mohamed próféta azóta elfajzott művét a Földön az utolsó ítélet előtt.

### Az iszmáiliták
Az ezoterikus tanaikról ismert muszlim csoportok összefoglaló elnevezése. Nevüket sía hatodik imámjának, Dzsaafar asz-Szádik-nak Iszmáel nevű fia után kapták.

## Síita dinasztiák
- Idríszidák (a mai Marokkó és Nyugat-Algéria területén, 789–985)
- Alavidák (a mai Észak-Iránban, 864–928)
- Rasszidák (Jemenben, 897–1962)
- Fátimidák (Észak-Afrikában, Egyiptomban és a szír térségben, 909–1171)
- Buvajhidák (Irán nagy részén és Irakban, 934–1055)
- Zíridák (Észak-Afrikában, 972–1148)
- Szulajhidák (Jemenben, 1047–1138)
- Szafavidák (Iránban, 1501–1736)
- Afsáridák (Iránban, 1736–1796)
- Zandok (Iránban, 1760–1796)
- Kádzsárok (Iránban, 1796–1925)

## A különbség a szunnitáktól
A síita és a szunnita vallási felfogás közötti különbségek csak alaposabb tanulmányozás után ismerhetők fel, mivel a muszlim hit e két irányzata egyaránt a Koránon alapul. 
A szunniták mintegy 40%-a nem tekinti a síitákat valódi muszlimoknak, míg a síiták bírálata alapján a szunnita nézőpont az iszlám szélsőségesek táptalajává válhat.

### Utódlás
A legfontosabb különbség a Mohamed próféta utódlását illető nézeteltérés. A síiták szerint Ali, Mohamed próféta veje és unokatestvére, valamint az ő leszármazottai az igazi utódok (imámok), míg a szunniták szerint a közösség által választott kalifák a próféta utódai, akik nem feltétlenül voltak Ali rokonai, ők az iszlám vezetői. Ez a megosztottság politikai és vallási törésvonallá vált az iszlám világban. 

### Vallási gyakorlat
Mindkét irányzat követi az iszlám öt pillérét, de a síitáknál vannak kiegészítő tételek és eltérő a napi imák száma is. 

### Egyéb eltérések
A síiták hisznek az imamátusban (az imámok fennhatóságában), míg a szunniták ezt nem fogadják el. 
A síiták másképp értelmezik a szunnát és a dzsihádot, mint a szunniták.

### A síita iszlám tanításai
A síiták hitének második legfontosabb forrása a szunna, mely a Próféta példamutató életútját hagyományozta az utókorra. Síiták és szunniták egyaránt úgy vélik, hogy ezeket az összegyűjtött szövegeket az idők folyamán meghamisították, autentikusnak azonban már mindkét fél más-más szövegrészeket tekint. Így például a tizenkettes síiták nem csupán Mohamed prófétát tartják Allahtól vezéreltnek és tévedhetetlennek, de a Próféta lányát, Fátimát és a tizenkét imámot is, és ezért nézetük szerint - a szunnitáktól eltérően - a Korán mellett azok a hagyományok is a síita jogrend alapját képezik, amelyek e további „Tévedhetetlenek” szavait és cselekedeteit foglalják magukban. Valamennyi muszlim hívő kötelessége a hitvallás és az ima, a böjt, az alamizsnaadás és a Mekkába való zarándoklat. E téren jobbára jelentéktelen az eltérés a két felekezet között. 
A síiták  összevonják a déli és a délutáni, illetve az esti és éjszakai imát, így hát a szunnitáknál szokásos napi ötszöri alkalom helyett naponta mindössze háromszor imádkoznak. 
A síiták szerint a kalifai méltóságot Ali leszármazottai öröklik. Bizonyos síita felfogásban már az első három kalifa uralkodása sem tekinthető törvényesnek, mert megválasztásuk az idzsmára, a hívők közmegegyezésére alapult, a síiták azonban nem az idzsmát tekintik az iszlám jog végső forrásának, hanem Ali családjának leszármazottját, akit ők nem kalifának, hanem imámnak neveznek. 
Az imám szó sokkal több transzcendens elemet tartalmaz, mint a kalifa kifejezés. A kalifa választott uralkodó, Mohamed helyettese, de földöntúli képességekkel nem rendelkezik. Az imám szent ember, ő nem helyettese a Prófétának, hanem megjelenítője. A síiták az imámokat transzcendens tudással rendelkező hatalomnak tekintik, aki közvetítő Allah és a hívek között. Ezért a zarándoklaton (háddzs) a síita hívők Mekkán kívül az imámok sírjához is elmennek. Velük szemben a szunnitáknál az imámok jóval alacsonyabb fokon állnak, itt csak a mecset vagy egy muszlim közösség vezetői.
Minden korszaknak van imámja, függetlenül attól, hogy az imám nyilvánosan irányítja a közösséget vagy rejtőzködve él. Fontos szerepe van a síitizmusban a mahdi (megváltó) eljövetelének a végső időkben.

## Szent helyek
A síita iszlám szent helyei elsősorban a szaúd-arábiai Mekka és Medina, az iraki Nadzsaf és Kerbela, továbbá Jeruzsálem. Azokat a helyeket is szentként tisztelik, amelyek valamilyen módon kötődnek Mohamed próféta családjának és közeli leszármazottainak valamely tagjához.
valamennyi muszlim által tisztelt szent helyekː
- Mekkai Nagy Mecset
- Nabavi-mecset Medinában
- Mohamed prófétával összekapcsolt muszlim szent helyek
- Templom-hegy (al-Ḥaram al-Šarīf) Jeruzsálemben
- A bibliai próféták sírtömbjei

egyéb, síita szent helyekː
- Ali Imám-mecset, Nadzsaf
- Huszajn Imám-szentély, Kerbela
- al-Baqi' temető Medinában
- al-Mu'alla temető Mekkában
- Szajjidah Zajnab-mecset Damaszkuszban
- al-Abbasz-mecset Kerbelában
- Sajjidah Rukajja-mecset Damaszkuszban
- Bab al-Saghir temető Damaszkuszban
- Az imámok családjának sírjai (Kufa, Muszajjid, Meshed)
- Az imámokkal összekapcsolt helyek (Kerbela, Aleppo, Mu'tah)

a tizenkettes sía által tisztelt szent helyek
- Mecsetek és sírok Meshedben, Szamarrában, Kufában, Bagdadban, Qomban stb.

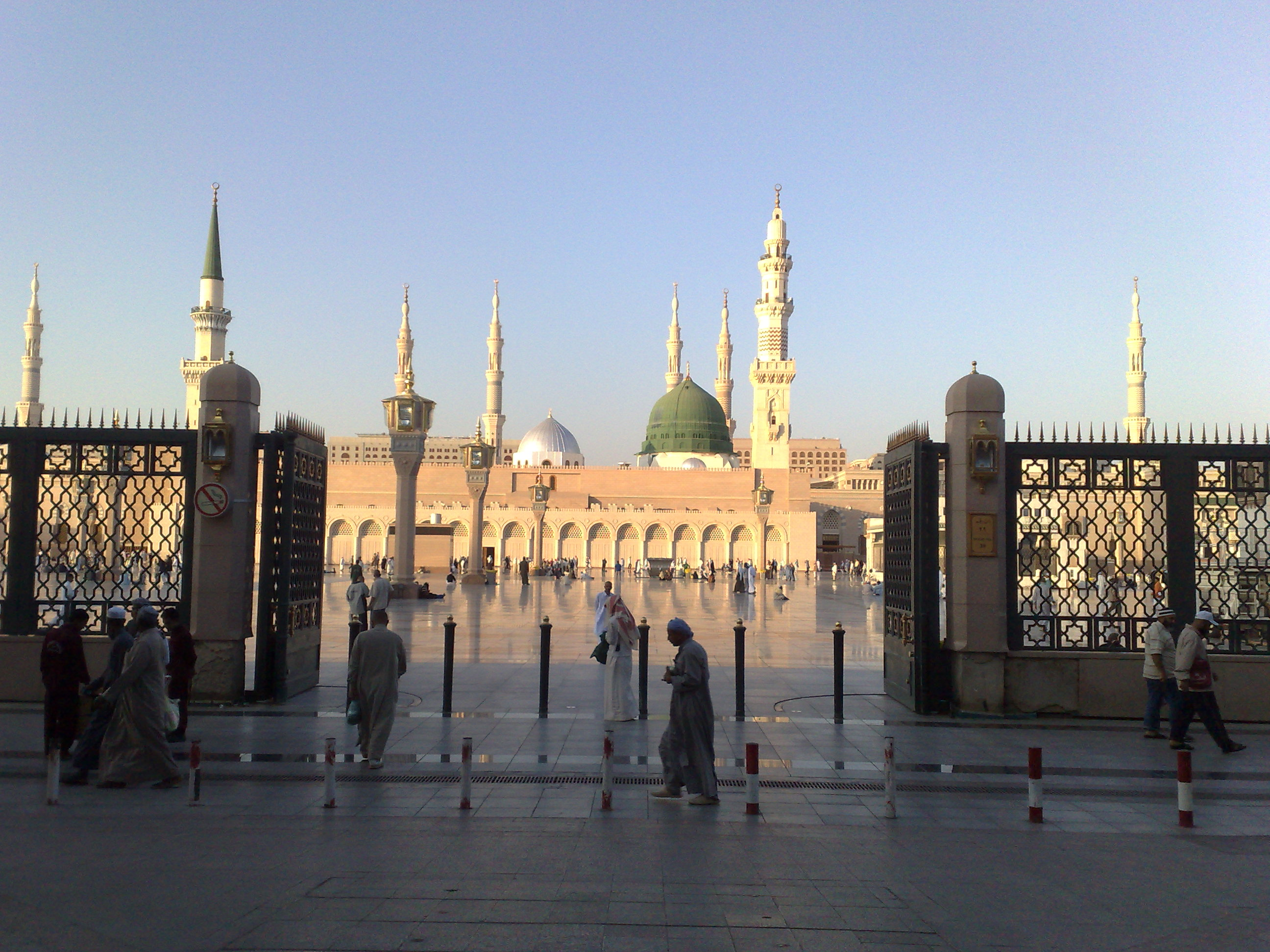
Nabavi-mecset Medinában (Szaúd-Arábia)
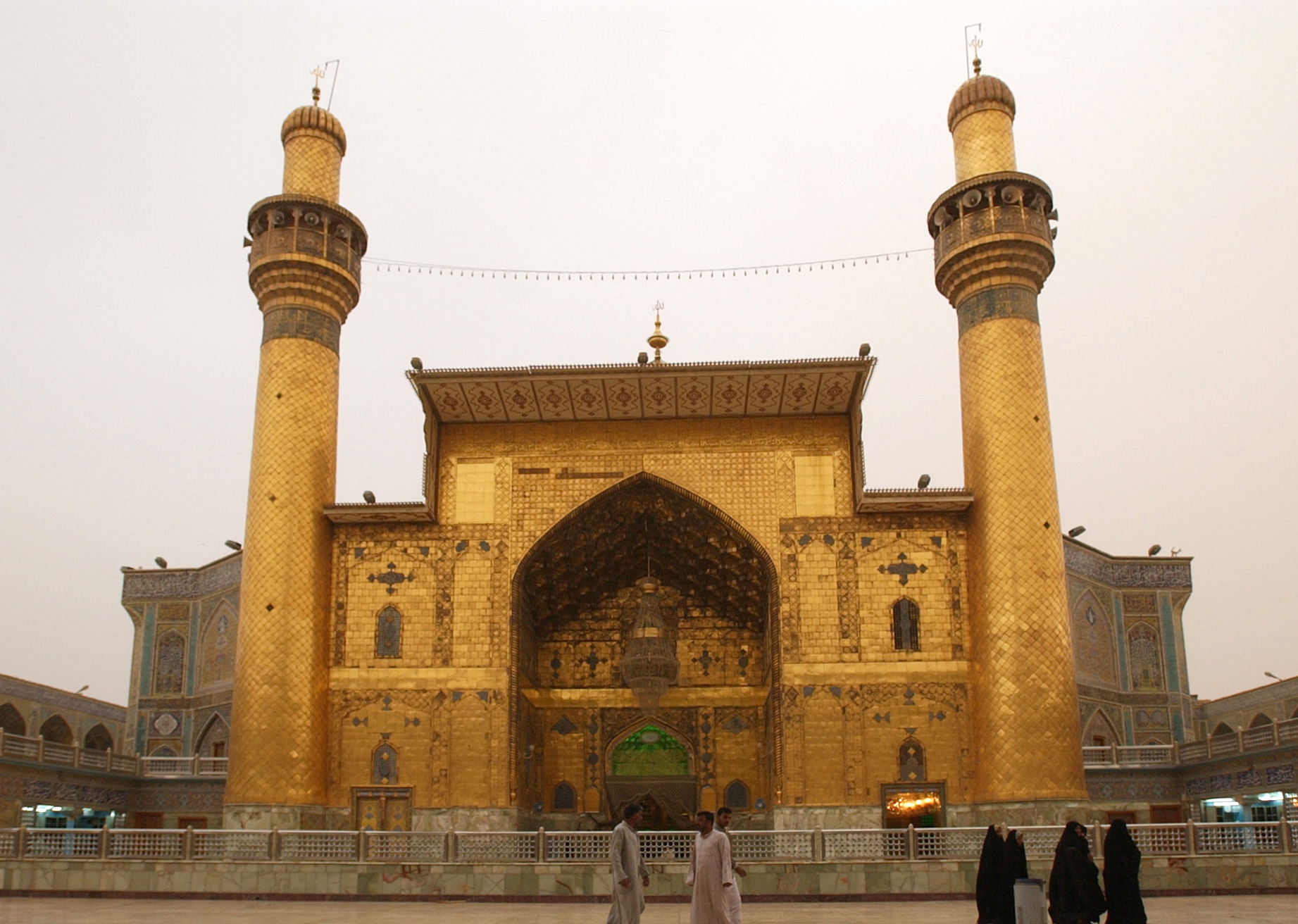
Ali Imám-mecset Nadzsafban (Irak)
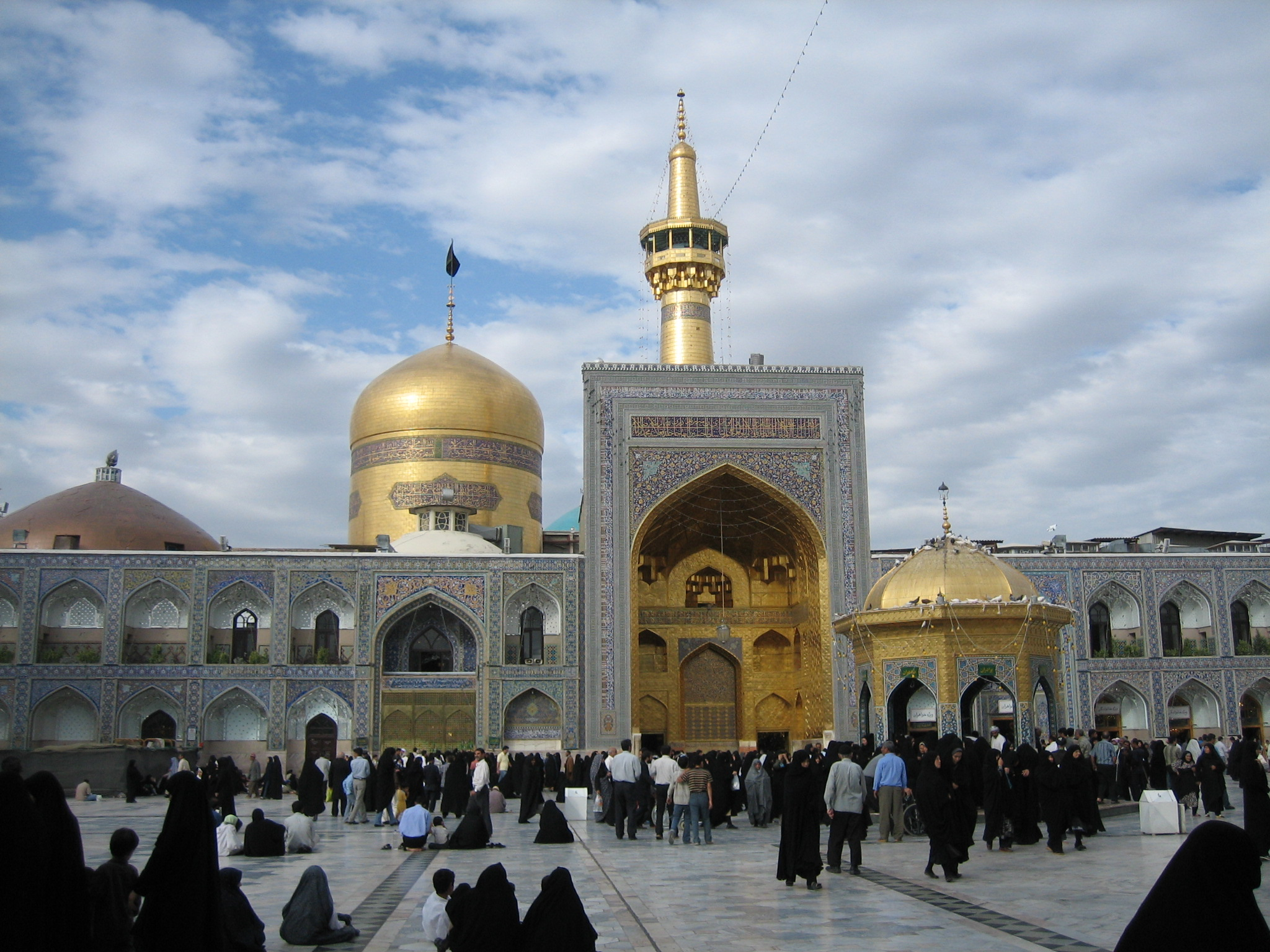
Reza Imám-szentély Meshedben (Irán), a tizenkettesek szent helye
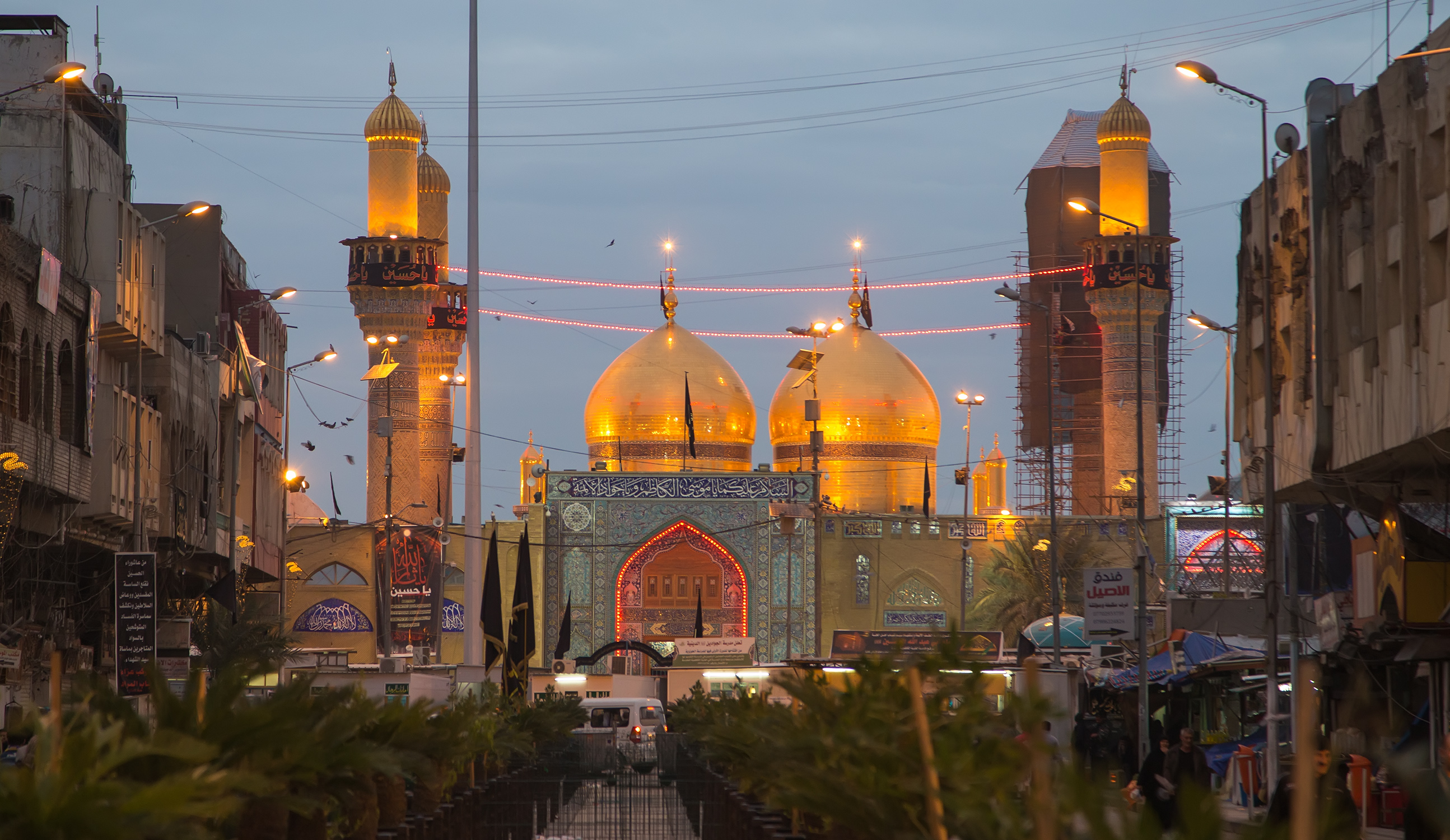
Al-Kadhimija-mecset Bagdadban (Irak)
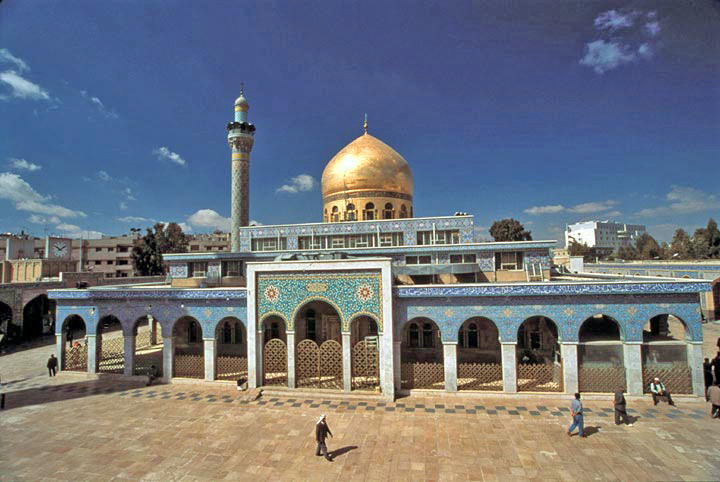
Szajjidah Zajnab-mecset Damaszkuszban (Szíria)

## Földrajzi elterjedés
|  | Amerika | 0,56%  |
|  | Európa  | 4,42%  |
|  | Afrika  | 0,78%  |
|  | Ázsia   | 94,23% |

| Ország                    | A síiták aránya az iszlámban (%) | A síiták lélekszáma (millió fő) |
| ------------------------- | -------------------------------- | ------------------------------- |
| Afganisztán               | 10-15                            | 3-4                             |
| Albánia                   | 15                               |                                 |
| Amerikai Egyesült Államok | 10-15                            | 0,2-0,4                         |
| Azerbajdzsán              | 65-75                            | 5-7                             |
| Bahrein                   | 65-75                            | 0,4-0,5                         |
| Banglades                 | 3                                | 5                               |
| Bulgária                  | 10-15                            | ~0,1                            |
| Egyesült Arab Emírségek   | ~10                              | 0,3-0,4                         |
| Egyesült Királyság        | 10-15                            | 0,1-0,3                         |
| India                     | 10-15                            | 16-24                           |
| Irak                      | 65-70                            | 19-22                           |
| Irán                      | 90-95                            | 66-70                           |
| Jemen                     | 35-40                            | 8-10                            |
| Katar                     | ~10                              | ~0,1                            |
| Kuvait                    | 20-25                            | 0,5-0,7                         |
| Libanon                   | 45-55                            | 1-2                             |
| Nigéria                   | <5                               | <4                              |
| Németország               | 10-15                            | 0,4-0,6                         |
| Omán                      | 5-10                             | 0,1-0,3                         |
| Oroszország               | 1                                |                                 |
| Örményország              | 3                                |                                 |
| Pakisztán                 | 10-15                            | 17-26                           |
| Szaúd-Arábia              | 10-15                            | 2-4                             |
| Szíria                    | 15-20                            | 3-4                             |
| Tanzánia                  | <10                              | <2                              |
| Tádzsikisztán             | ~7                               | 0,4                             |
| Törökország               | 10-15                            | 7-11                            |
| Üzbegisztán               | 2                                |                                 |

A síiták elterjedése kontinensek szerint:
(2005-ös adatok)

Az adatok Albánia, Oroszország, Örményország,  Üzbegisztán kivételével a pewforum.org-ról származnak